# Куперле
Куперле — деревня в Тукаевском районе Татарстана. Входит в состав Новотроицкого сельского поселения.

## География
Находится в северо-восточной части Татарстана, в 18 км к югу от районного центра — города Набережные Челны, на автомобильной дороге Набережные Челны — Сарманово.

## История
Известна с периода 1719—1722 годов.
До отмены крепостного права жители относились к сословию государственных крестьян. Помимо традиционных земледелия и скотоводства, они в то время занимались пчеловодством.
В «Списке населенных мест по сведениям 1870 года», изданном в 1877 году, населённый пункт упомянут как деревня Купырли 4-го стана Мензелинского уезда Уфимской губернии. Располагалась при речке Купырлинке, по левую сторону почтового тракта из Мензелинска в Елабугу, в 52 верстах от уездного города Мензелинска и в 14 верстах от становой квартиры в селе Бережные Челны. В деревне, в 77 дворах жили 475 человек (236 мужчин и 239 женщин, татары), были мечеть, училище, водяная мельница. Жители занимались земледелием, скотоводством, пчеловодством.
По сведениям переписи 1897 года, в деревне Купырли Мензелинского уезда Уфимской губернии жили 634 человека (319 мужчин и 315 женщин), все мусульмане.
В начале XX века здесь были мечеть и мектеб, из хозяйственных построек — водяная и ветряная мельницы, 2 крупообдирки, кузница. Земельный надел сельской общины составлял 909 десятин.
До 1920 года деревня входила в Ахметевскую волость Мензелинского уезда Уфимской губернии. С 1920 года вошла в состав Мензелинского, с 1922 — Челнинского кантонов ТАССР. С 10 августа 1930 года в Челнинском (с 20 апреля 1976 г. Тукаевский) районе.
С 1930 года в деревне действовали колхозы, с 1965 — совхоз, в 1996—2004 и с 2011 — общества с ограниченной ответственностью.
В 1972—2018 годах работал сельский клуб.

## Население
| 1870 | 1897 | 1913 | 1920 | 1926 | 1938 | 1949 | 1958 | 1970 | 1979 | 1989 | 2002 | 2010 | 2020 |
| ---- | ---- | ---- | ---- | ---- | ---- | ---- | ---- | ---- | ---- | ---- | ---- | ---- | ---- |
| 475  | 634  | 762  | 746  | 486  | 470  | 316  | 278  | 329  | 264  | 169  | 186  | 186  | 189  |

Национальный состав села — татары.

## Экономика
Сельское хозяйство со специализацией на растениеводстве, животноводстве.

## Инфраструктура
В деревне действуют фельдшерско-акушерский пункт (с 2012 г.).

## Религия
Мечеть (с 2005 г.).